# Добкін Дмитро Маркович
До́бкін Дмитро́ Ма́ркович  (нар. 8 січня 1975, Харків, Українська РСР) — український проросійський політик, Народний депутат України, член Партії регіонів. Молодший брат політика та колишнього мера Харкова Михайла Добкіна.

## Освіта
2002 р. — Харківський національний університет внутрішніх справ, спеціальність — правознавство, кваліфікація — юрист.

## Трудова діяльність
- 1991 по 1992 рр. — реалізатор Виробничого кооперативу «Прогрес-90»
- 1995 по 2000 рр. — директор ТОВ «Укрторгінвест»
- 2001 по 2002 рр. — комерційний директор ТОВ «Ніка»
- 2002 по 2004 рр. — комерційний директор ТОВ «Орбіта плюс»

## Політична діяльність
- Обирався депутатом Харківської обласної ради V скликання.
- 31 жовтня 2010 — обраний депутатом Харківської обласної ради VI скликання.
- На парламентських виборах 2012 р. був обраний народним депутатом України від Партії регіонів по одномандатному мажоритарному виборчому округу № 178. За результатами голосування отримав перемогу набравши 65,59 % голосів виборців.[3]

- Народний депутат України 8-го скликання з 27 листопада 2014 року. Обраний від партії «Опозиційний блок» по виборчому округу № 178, Харківська область. Член Комітету Верховної Ради України з питань аграрної політики та земельних відносин.

## Громадська діяльність
З 2001 року — президент Харківської міської громадської організації «Ведмідь».

## Нагороди
У 2004 році отримав почесну відзнаку Харківського міського голови.

## Сім'я
Старший брат — Михайло Добкін.